# Sei uns willkommen, Herre Christ

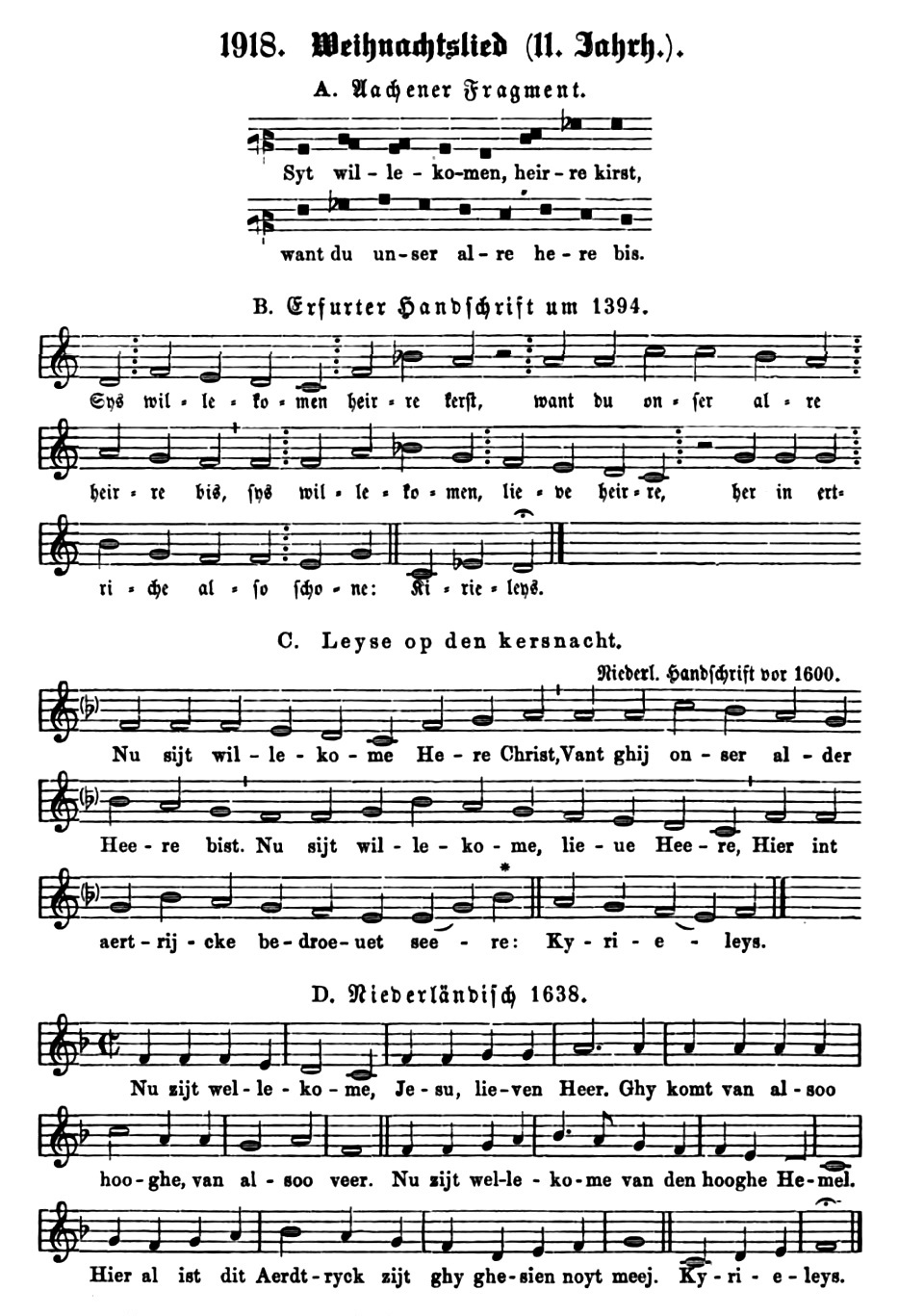
Sei willkommen, Herre Christ, Überlieferungsgestalten bei Erk-Böhme

Sei uns willkommen, Herre Christ ist das älteste überlieferte deutschsprachige Weihnachtslied. Es handelte sich ursprünglich um eine Leise. Die Melodie ist urkundlich erstmals in einem Aachener Fragment wohl aus dem 14. Jahrhundert nachweisbar. Die früheste vollständige Niederschrift vermittelt eine Erfurter Handschrift von 1394. August Heinrich Hoffmann von Fallersleben sah den Ursprung des Liedes sogar im 11. Jahrhundert und übertrug 1861 gleichsam als Rekonstruktion den Text der Erfurter Fassung zurück ins Althochdeutsche.
Das Lied begrüßt den griechisch als Kyrios und deutsch als Herr bezeichneten Christus, dessen Mission es ist, den Bereich seiner Herrschaft auf alle, also die Gemeinde und den gesamten Erdkreis auszubreiten.
Das Lied wird auch als Aachener Weihnachtslied oder Aachener Schöffenlied bezeichnet. Alten Aachener Chroniken zufolge wurde es von den Schöffen, also ehrenhaften Bürgern, die an der allgemeinen Gerichtsbarkeit beteiligt waren, in der Christmette vom Chorgestühl des Aachener Münsters aus gesungen.

## Melodien
Das Lied befand sich im alten Gotteslob von 1975 (Nummer 131) mit einer an der Aachener Melodie des 13./14. Jahrhunderts angelehnten, aber rhythmisch modern notierten Melodiefassung, ergänzt um eine zweite Strophe aus dem Jahr 1970. Im Stammteil des 2013 eingeführten neuen Gotteslob ist es nicht mehr enthalten; der Eigenteil der Diözese Limburg enthält es unter Nummer 757.
Für den evangelischen Kirchengesang gewann Otto Riethmüller das Lied wieder mit einer der flämischen Melodie (Antwerpen 1638) folgenden Fassung. Im rheinisch-westfälischen landeskirchlichen Teil des Evangelischen Kirchengesangbuchs war es als Adventslied enthalten (Nr. 400). Das Evangelische Gesangbuch enthält das Lied nicht, wohl aber eine Kanon-Bearbeitung von Walter Rein aus dem Jahr 1934 (EG 22, Nun sei uns willkommen, Herre Christ).

### Aachener Schöffenlied
Quelle:

### Heutige Fassung
Quelle: Gotteslob (1975) Nr. 131

## Text
Ludwig Erk und Franz Magnus Böhme führen im Deutschen Liederhort (1894) drei verschiedene deutschsprachige Fassungen auf (sowie ferner zwei in niederländischer Sprache):
1. Fassung
   Syt willekomen, heirre kirst,

   want du unser alre herre bis.

   – Aachener Fragment, 14./15. Jh.
   Sys willekomen heirre kerst,

   want du onser alre heirre bis,

   sys willekomen, lieve heirre,

   her in ertrische also schone:

   Kirieleys.

   – Erfurter Handschrift um 1394
2. Fassung
   Nun siet uns willekomen, hero kerst,

   Die ihr unser aller hero siet.

   Nu siet uns willekomen, lieber hero,

   Die ihr in den kirchen schöne siet.

   Kyrie-eleyson!

   Nun ist gott geboren, unser aller trost,

   Der die höllsche pforten mit seinem kreutz aufstoes.

   Die mutter hat geheischen maria,

   Wie in allen kersten-bucheren geschriben steht.

   Kyrie-eleyson!

   – Aachen 1825
3. Fassung
   Nu sîs uns willekomen hêrro Crist,

   du unser aller hero bist!

   nu sîs uns willekomen lieber herro,

   der du in den kirchen stast scôno.

   Kyrieleison.

   Nu ist uns geborn unser aller trôst

   der die hellischen porten mit sîm kriuze ûfslôz.

   diu mueter ist geheizen Marjâ,

   also in allen kristen buechen stât.

   Kyrieleison.

   – Rückübertragung durch Fallersleben, 1861